# ريد روبرتس
ريد روبرتس (بالإنجليزية: Red Roberts)‏ هو لاعب كرة قاعدة أمريكي، ولد في 8 أغسطس 1918 في كارولتون في الولايات المتحدة، وتوفي في 2 ديسمبر 1998 في أتلانتا في الولايات المتحدة.

## وصلات خارجية
- ريد روبرتس على موقعبيزبول رفرنس.كوم (الدوري الرئيسي) (الإنجليزية)